# Ronaldo Cisneros
Ronaldo Cisneros Morell (sinh ngày 8 tháng 1 năm 1997 ở Coahuila, Mexico) là cầu thủ bóng đá người México chơi cho Santos Laguna ở giải Liga MX và đội tuyển U-20 Mexico.